# کارین یولستروم
کارین یولستروم (انگلیسی: Carin Hjulström؛ زادهٔ ۳۱ اوت ۱۹۶۳) مجری تلویزیون، روزنامه‌نگار و نویسنده اهل سوئد است.